# Agylla metaxantha
Agylla metaxantha är en fjärilsart som beskrevs av George Francis Hampson 1895. Agylla metaxantha ingår i släktet Agylla och familjen björnspinnare. Inga underarter finns listade i Catalogue of Life.